# محمد طاهر أفرح
محمد طاهر أفرح (بالصومالية: Maxamed Daahir Afraax)‏ مؤرخ وروائي وكاتب مسرحي وصحفي وباحث صومالي، رئيس الأكاديمية القومية للغة الصومالية.

## نشأته
ولد الروائي الصومالي الدكتور محمد طاهر أفرح  في بلدة جريبن (بالصومالية: Jariiban)‏ بمحافظة مدج وسط الصومال عام 1952 من أصول أسرة صومالية دارودية.
التحق أفرح صغيرا بالدكسي أو الخلوة القرآنية بعمر خمس سنوات، وحفظ القرآن في 6 أشهر فقط، وأظهر اهتماما بالعلوم الشرعية، والدينية، وأُطلق عليه لقب (بالصومالية: quraan ka adag)‏ كونه حفظ القرآن في وقت قصير جدا.
في عام 1961 انتقل إلى العاصمة الصومالية مقديشو مع والده لينضم إلى المدارس النظامية، ويكمل التعليم الأساسي ثم الإعدادي والثانوي، بعدها انتقل إلى اليمن ليدرس بكلية التربية في جامعة عدن حصل بعدها على الماجستير والدكتوراة من قسم الدراسات الإفريقية في جامعة لندن.

## مشواره الأدبي
بدأ أفرح مشواره في صحيفة نجمة أكتوبر الحكومية وكان له عمود أسبوعي، يكتب فيه زبدة  مقالات وحكايات قصيرة ، تحت عنوان “المجتمع الصومالي تحت الميكروسوكب“، ثم أسس الأديب أول مجلة صومالية تصدر خارج مقديشو وبالتحديد مدينة كسمايو  عام 1973  كما ذكر الكاتب  في حوار أجراه الدكتور عبد الفتاح نور  “أشكر” وفي نفس  هذا الحوار ذكر أيضا أنه قد ضاعف نشر مقالاته الأدبية والعلمية فور انتقاله الى  الدول العربية  سنة 1980 حيث كان يكتب مقالاته في مجلات عربية معظمها  يمنية

## مناصب تقلدها
عُين وزيرا للدولة في التعاون الدولي في الحكومة الوطنية الانتقالية برئاسة عبد القاسم صلاد حسن، ثم مستشارا للرئيس الجيبوتي لشؤون اللغة الصومالية،ورئيس الأكاديمية القومية للغة الصومالية ورئيس اللجنة المستقلة لمراجعة الدستور الوطني وغيرها من المناصب.

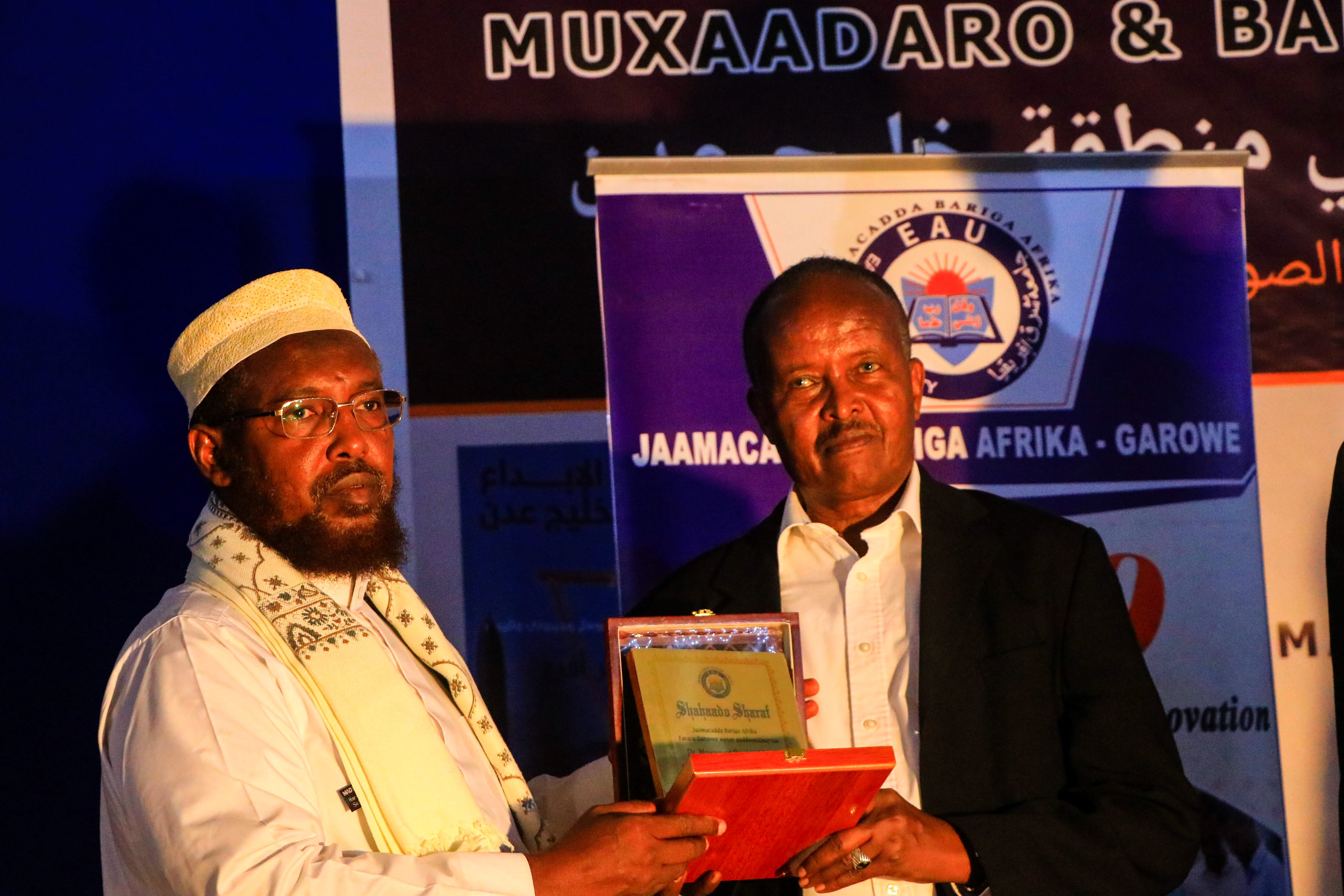
تكريم الدكتور محمد طاهر أفرح بعد عرض كتابه "نافذة على الإبداع في خليج عدن" في جامعة شرق إفريقيا في جروي 2020

## أعماله الأدبية
يُعد الكاتب محمد طاهر أفرح أحد أشهر المؤلفين الصوماليين، إذ يعده الكثير الأب الفعلي للرواية الصومالية الحديثة، وأسهم في إثراء المكتبة الصومالية والعربية بمؤلفاته الأدبية والمسرحية والروائية والفكرية، ومن أبرز اصدارات وأعماله :
- نداء الحرية : صدر هذا الكاتب باللغة العربية عام 1976 ، الكتاب عبارة عن قصص من الثراث الصومالي، والمسرحيات التاريخية .
- نظرات في الثقافة الصومالية : من إصدارات دائرة الثقافة والإعلام وقد صدر الكتاب باللغة العربية يقدم هذا الكتاب صورة مختصرة عن مقومات وأحوال الثقافة الصومالية المعاصرة .[12]
- الدراسات النقدية والتثقيفية : صدر هذا الكتاب ايضاً باللغة العربية.[13]
- رواية مانا فاي “MAANA – FAAY ” صدرت عام 1980، وهي أول مسرحية فنية في تاريخ الصومالي المعاصر، وقد صدرت الرواية باللغة الصومالية، ويقال أنها أول رواية مكتوبة بخط الصومالي بالحروف اللاتينية.[14][15]
- رواية غلتي معروف. “GALTI- MACRUUF “صدرت في عام 1980.[16]
- الإبداع (بالصومالية: Hal-Abuur)‏ 1993 [17]
- الصومال : أرض بلا شعب وعالم بلا ضمير (بالصومالية: Dal Dad Waayey Iyo Duni Damiir Beeshay: Soomaaliya Dib Ma U Dhalan Doontaa؟)‏ صدر باللغة الصومالية عام 2002 [18]
- ناقذة على الإبداع في منطقة خليج عدن “”: دراسة في ثقاقة والفن في الصومال وجيبوتي واليمن 2020 [19]

## وفاته
توفي في 10 أكتوبر 2021 في العاصمة البريطانية لندن

## معرض صور

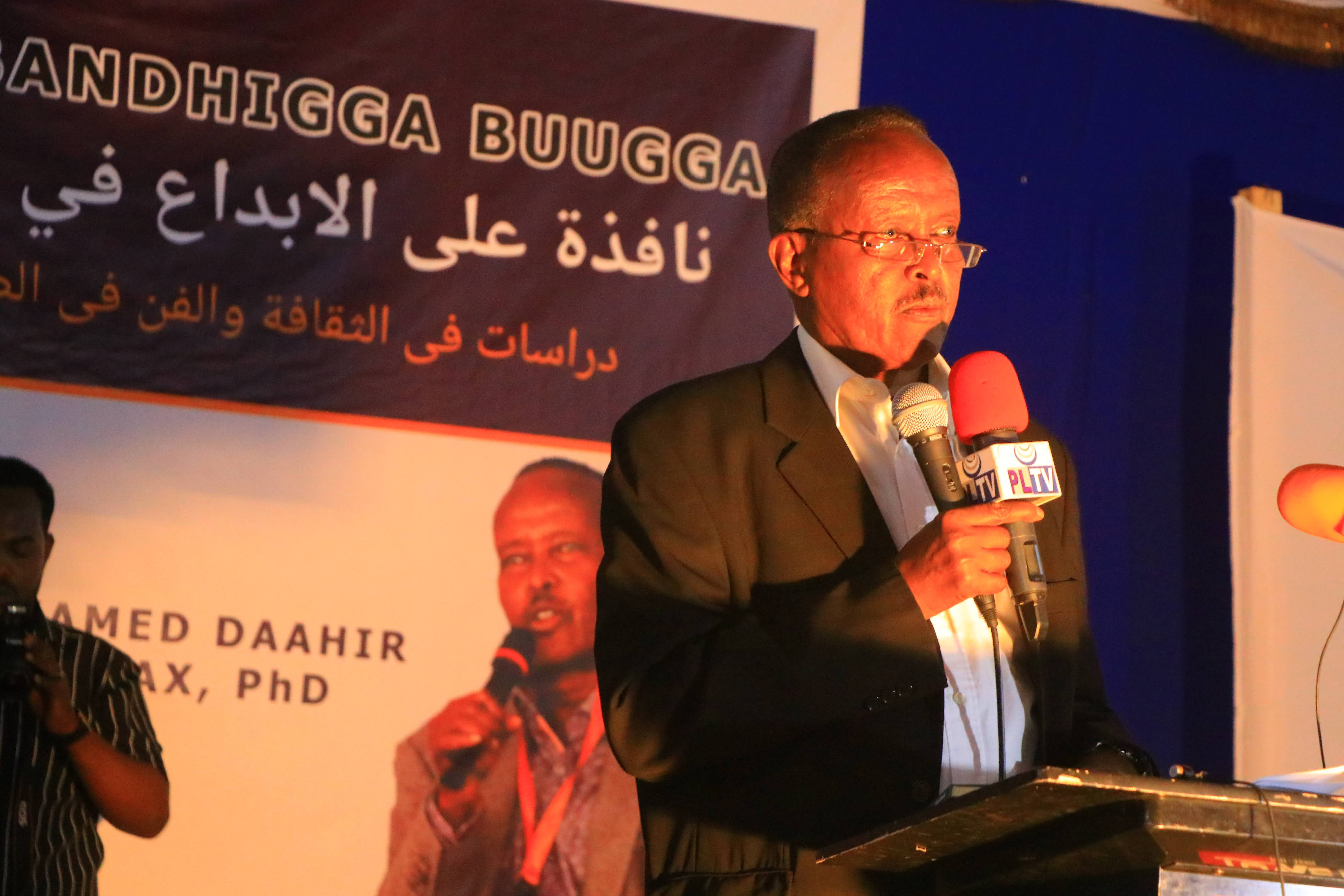
محمد طاهر أفرح يلقي كلمة في مناسبة عرض كتابه "نافذة على الإبداع في خليج عدن" في جامعة شرق إفريقيا فرع جروي
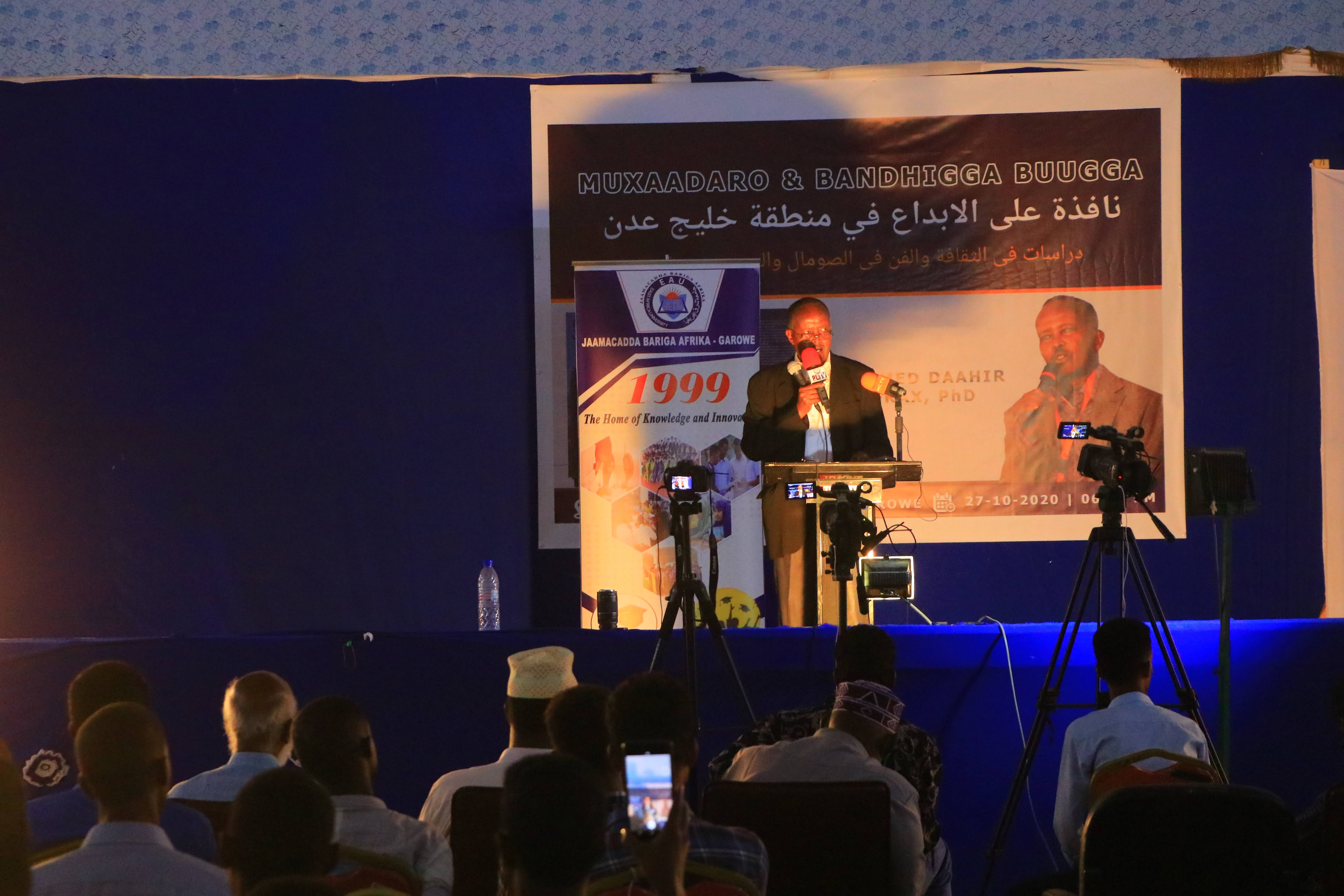
خطاب محمد طاهر أفرح في مناسبة عرض كتابه "نافذة على الإبداع في خليج عدن" في جامعة شرق إفريقيا فرع جروي
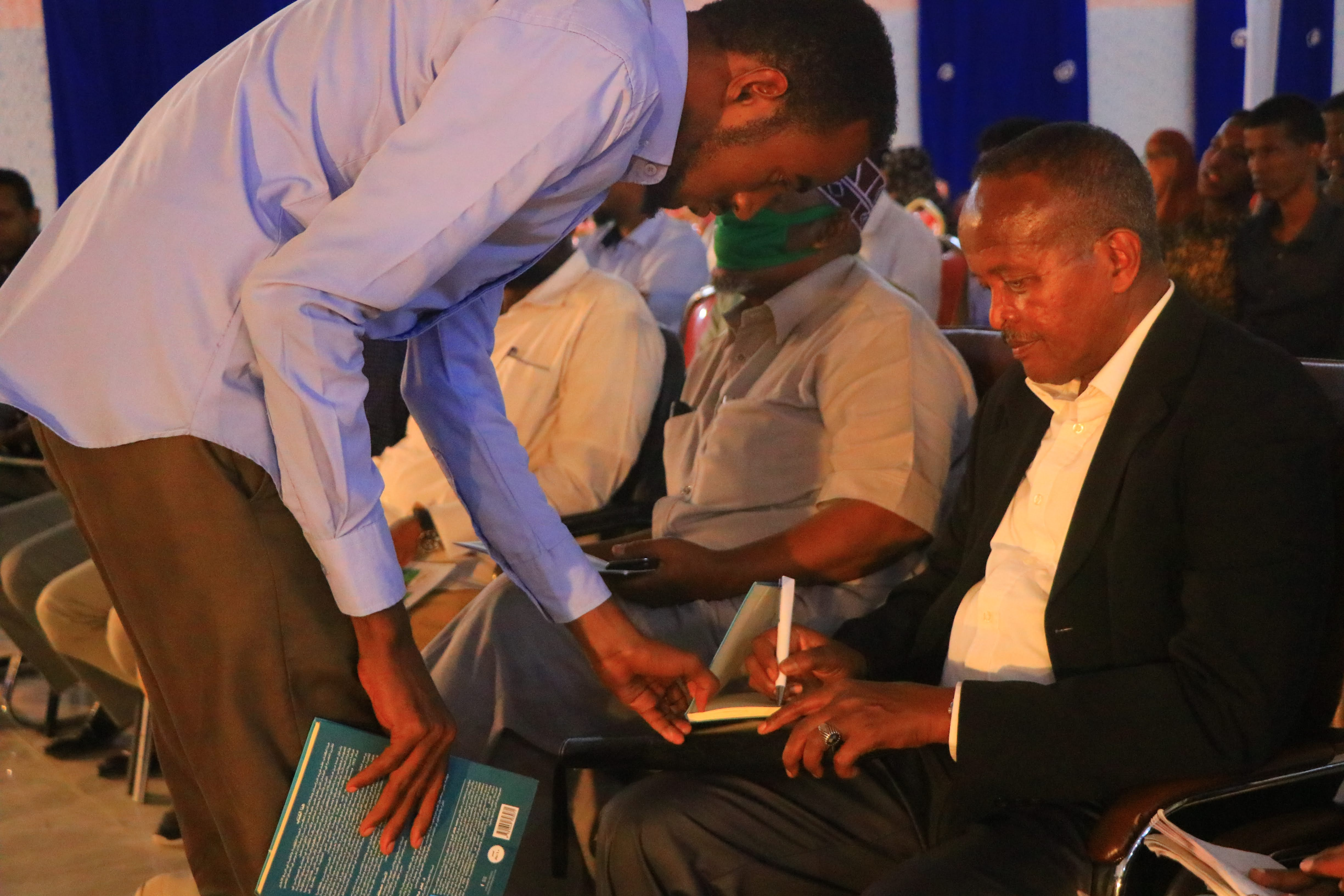
محمد طاهر أفرح يوقع  كتابه "نافذة الإبداع في خليج عدن"
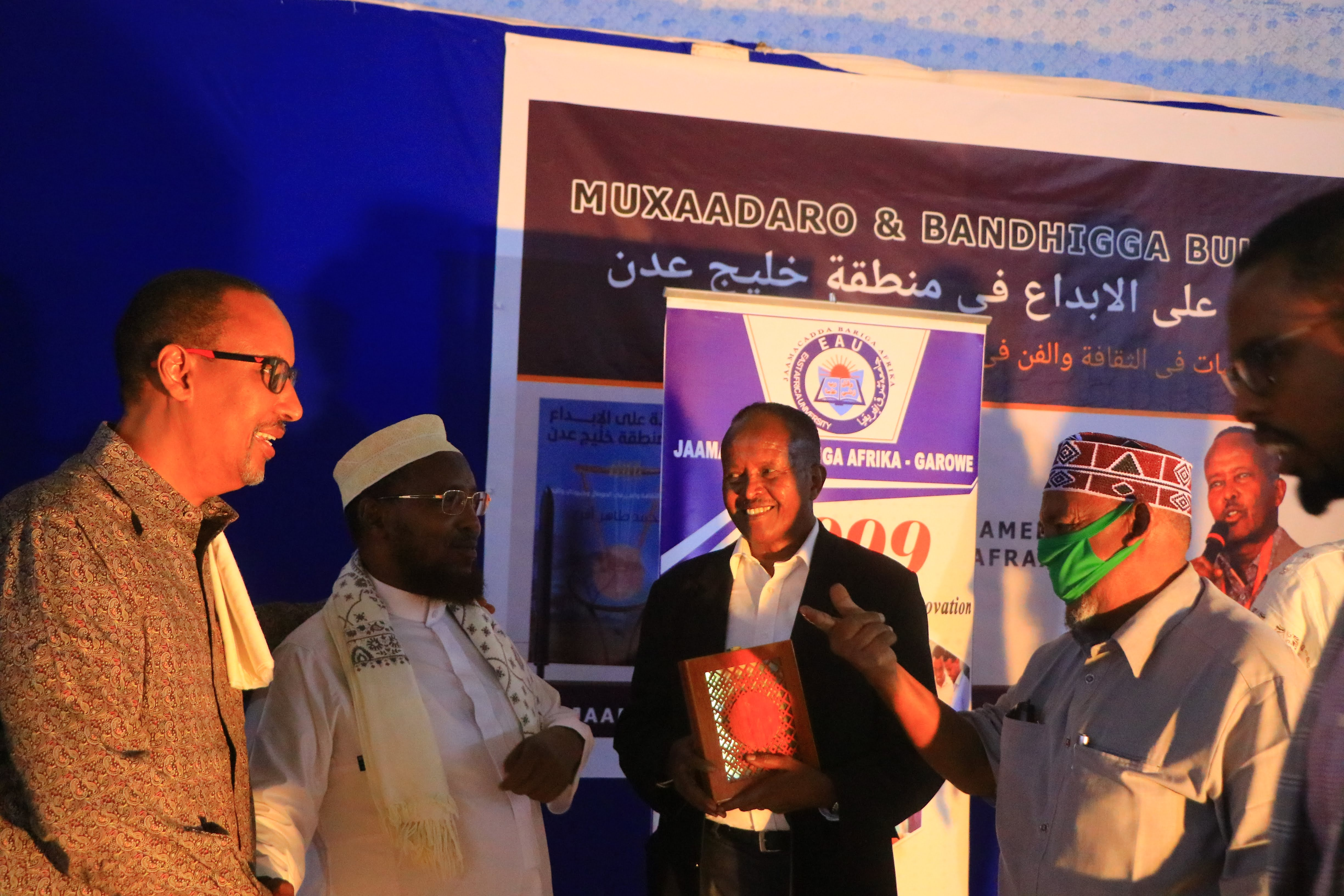
محمد طاهر أفرح أثناء عرض كتابه "نافذة على الإبداع في خليج عدن" في جامعة شرق إفريقيا فرع جروي، من اليمين وزير التعليم الأسبق جاشان، و محمد طاهر أفرح، ورئيس جامعة شرق إفريقيا فرع جروي الشيخ محمود حاج يوسف، ووزير التعليم الأسبق علي حاج ورسمه
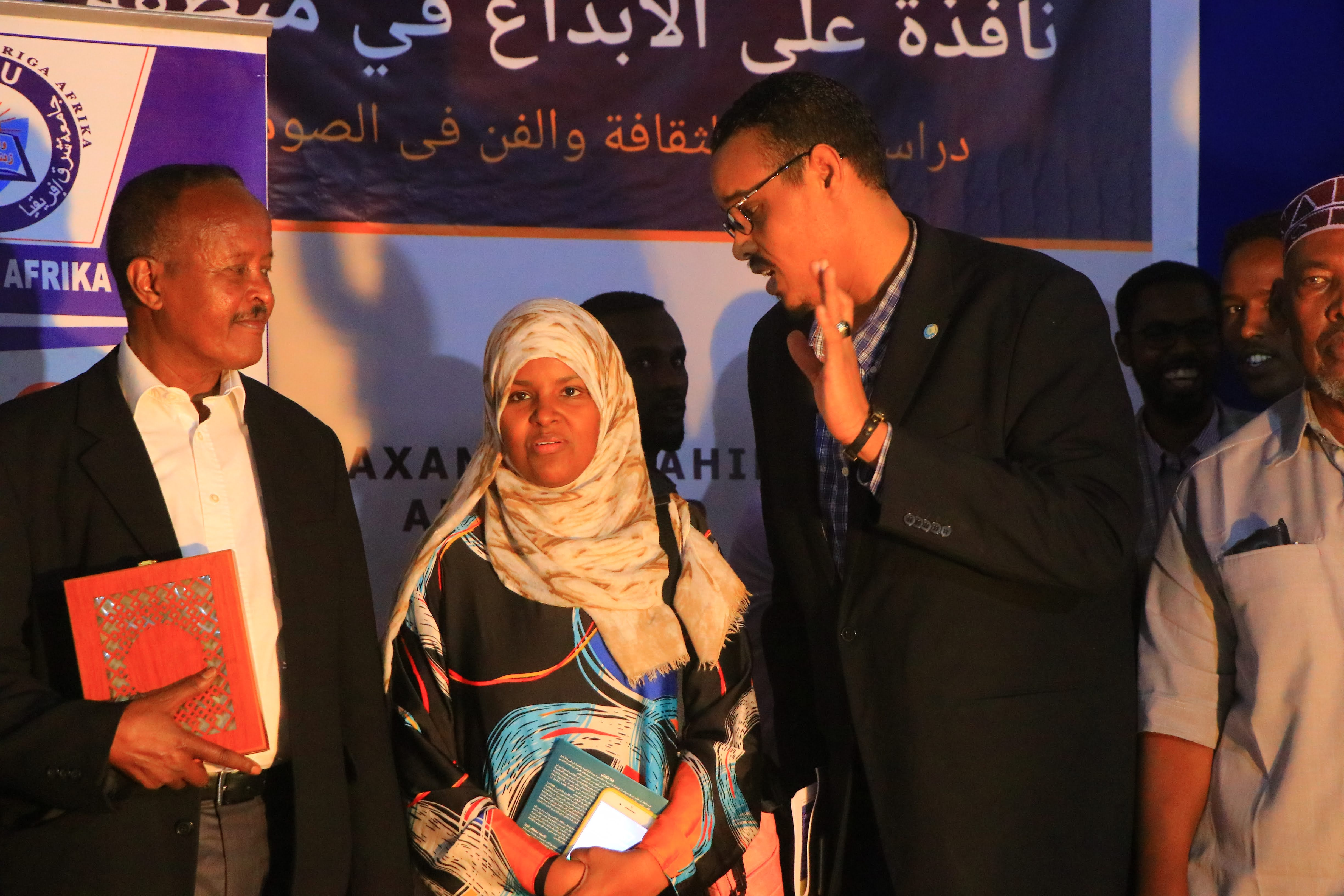
مناسبة عرض كتاب "نافذة على الإبداع في خليج عدن" بحضور "من اليمين" وزير الدولة بوزارة الإعلام في حكومة بونتلاند عبد الفتاح نور أشكر، وعضو المجلس الأعلى للإعلام سمية عبد القادر محمود.